# Franc Jurša
Franc Jurša, slovenski politik in pravnik, * 21. september 1953, Grabe pri Ljutomeru.
Od leta 2008 do 2022 je bil poslanec Državnega zbora Republike Slovenije. Na ustanovni dan 6. državnega zbora, 21. decembra 2011, je bil izvoljen za predsednika Pomurskega poslanskega kluba.

## Življenjepis

### Državni zbor
2008–2011
V času 5. državnega zbora Republike Slovenije, član Demokratične stranke upokojencev Slovenije, je bil član naslednjih delovnih teles:
- Komisija po Zakonu o preprečevanju korupcije (član)
- Odbor za okolje in prostor (podpredsednik)
- Odbor za kmetijstvo, gozdarstvo in prehrano (član)

2011–2014
Na državnozborskih volitvah leta 2011 je kandidiral na listi DeSUS.
2014–2018
Izvoljen je bil za poslanca in vodjo poslanske skupine DeSUS.
2018–2022
Izvoljen je bil za poslanca in vodjo poslanske skupine DeSUS. Bil je član naslednjih delovnih teles:
- Odbor za obrambo (član)
- Kolegij predsednika Državnega zbora (član)
- Mandatno-volilna komisija (član)
- Ustavna komisija (član)
- Preiskovalna komisija o ugotavljanju domnevnega pranja denarja v NKBM d.d.., domnevnega nezakonitega financiranja politične stranke SDS in domnevnega nezakonitega financiranja volilne kampanje SDS za predčasne volitve poslancev v Državni zbor 2018 (namestnik člana)